# CAF 슈퍼컵
CAF 슈퍼컵(CAF Super Cup)은 매년 CAF 챔피언스리그와 CAF 컨페더레이션컵의 우승 팀끼리 겨루는 아프리카의 축구 대회이다. 아프리칸 슈퍼컵(African Super Cup)이라고 부르기도 한다. 1993년 아프리카 축구 연맹에 의해 첫 대회가 열렸다. 유럽의 UEFA 슈퍼컵이나 남아메리카의 레코파 수다메리카나와 같은 대회이다.
아프리칸 컵위너스컵이 없어진 2004년까지는 CAF 챔피언스리그(1964년부터 1996년까지는 아프리칸 챔피언스 클럽컵이라고 불렀음)과 아프리칸 컵위너스컵의 우승 팀간의 경기였다. 이러한 형태로서의 마지막 대회는 에님바 인터내셔널 FC와 에투알 스포르티브 뒤 사엘이 맞붙은 2004 시즌이다. 2004년 아프리칸 컵위너스컵과 CAF컵이 합쳐져서 CAF 컨페더레이션컵이 신설되었고, 2005년 대회부터는 현재의 형태로 자리잡았다.

## 스폰서
과거에는 프랑스의 통신 기업인 오랑주가 스폰서를 맡았기 때문에 오랑주 CAF 슈퍼컵(Orange CAF Super Cup)이라는 이름으로도 불렀다. 2016년 7월부터 프랑스의 석유 회사인 토탈이 8년 동안 대회 스폰서를 맡고 있기 때문에 토탈 CAF 슈퍼컵(Total CAF Super Cup)이라고 부른다.

## 역대 결과
| 연도               | 우승                            | 점수                   | 준우승                          | 장소                                      | 관중수 |
| ------------------ | ------------------------------- | ---------------------- | ------------------------------- | ----------------------------------------- | ------ |
| 1993 자세히        | 아프리카 스포르                 | 2 – 2 (승부차기 5 – 3) | 위다드 카사블랑카               | 아비장, 스타드 펠릭스 우푸에부아니        |        |
| 1994 자세히        | 자말레크 SC                     | 1 – 0                  | 알아흘리                        | 요하네스버그, FNB 경기장                  |        |
| 1995 자세히        | 에스페랑스 스포르티브 드 튀니스 | 3 – 0                  | DC 모테마 펨베                  | 알렉산드리아, 알렉산드리아 경기장         |        |
| 1996 자세히        | 올랜도 파이러츠 FC              | 1 – 0                  | JS 카빌리                       | 요하네스버그, FNB 경기장                  |        |
| 1997 자세히        | 자말레크 SC                     | 0 – 0 (승부차기 4 – 2) | 아랍 컨트랙터스 SC              | 카이로, 카이로 국제경기장                 | 50,000 |
| 1998 자세히        | 에투알 스포르티브 뒤 사엘       | 2 – 2 (승부차기 4 – 2) | 라자 카사블랑카                 | 카사블랑카, 스타드 무함마드 V             | 80,000 |
| 1999 자세히        | ASEC 미모사                     | 3 – 1 (연장전)         | 에스페랑스 스포르티브 드 튀니스 | 아비장, 스타드 펠릭스 우푸에부아니        |        |
| 2000 자세히        | 라자 카사블랑카                 | 2 – 0                  | 아프리카 스포르                 | 카사블랑카, 스타드 무함마드 V             | 40,000 |
| 2001 자세히        | 아크라 하츠 오브 오크 SC        | 2 – 0                  | 자말레크 SC                     | 쿠마시, 바바 야라 경기장                  | 25,000 |
| 2002 자세히        | 알아흘리                        | 4 – 1                  | 카이저 치프스 FC                | 카이로, 카이로 국제경기장                 | 80,000 |
| 2003 자세히        | 자말레크 SC                     | 3 – 1                  | 위다드 카사블랑카               | 카이로, 카이로 국제경기장                 |        |
| 2004 자세히        | 에님바 인터내셔널 FC            | 1 – 0                  | 에투알 스포르티브 뒤 사엘       | 아바, 에님바 국제 경기장                  |        |
| 2005 자세히        | 에님바 인터내셔널 FC            | 2 – 0 (연장전)         | 아크라 하츠 오브 오크 SC        | 아바, 에님바 국제 경기장                  |        |
| 2006 자세히        | 알아흘리                        | 0 – 0 (승부차기 4 – 2) | FAR 라바트                      | 카이로, 카이로 국제경기장                 |        |
| 2007 자세히        | 알아흘리                        | 0 – 0 (승부차기 5 – 4) | 에투알 스포르티브 뒤 사엘       | 아디스아바바, 아디스아바바 경기장         |        |
| 2008 자세히        | 에투알 스포르티브 뒤 사엘       | 2 – 1                  | CS 스팍시앵                     | 라데스, 1월 14일 경기장                   |        |
| 2009 자세히        | 알아흘리                        | 2 – 1                  | CS 스팍시앵                     | 카이로, 카이로 국제경기장                 |        |
| 2010 자세히        | TP 마젬베                       | 2 – 0                  | 스타드 말리엥                   | 루붐바시, 스타드 프레데리크 키바사 말리바 |        |
| 2011 자세히        | TP 마젬베                       | 0 – 0 (승부차기 9 – 8) | FUS 라바트                      | 루붐바시, 스타드 프레데리크 키바사 말리바 |        |
| 2012 자세히        | 마그레브 페즈                   | 0 – 0 (승부차기 4 – 3) | 에스페랑스 스포르티브 드 튀니스 | 라데스, 스타드 올랭피크 드 라데스         |        |
| 2013 자세히        | 알아흘리                        | 2 – 1                  | AC 레오파르                     | 알렉산드리아, 보르그엘아랍 경기장         |        |
| 2014 자세히        | 알아흘리                        | 3 – 2                  | CS 스팍시앵                     | 카이로, 카이로 국제경기장                 |        |
| 2015 자세히        | ES 세티프                       | 1 – 1 (승부차기 6 – 5) | 알아흘리                        | 블리다, 스타드 무스타파 차케르            |        |
| 2016 자세히        | TP 마젬베                       | 2 – 1                  | 에투알 스포르티브 뒤 사엘       | 루붐바시, 스타드 TP 마젬베                |        |
| 2017 자세히        | 마멜로디 선다운스 FC            | 1 – 0                  | TP 마젬베                       | 프리토리아, 로프터스 버스펠드 스타디움    |        |
| 2018 자세히        | 위다드 카사블랑카               | 1 – 0                  | TP 마젬베                       | 카사블랑카, 스타드 무함마드 V             | 45,000 |
| 2019 자세히        | 라자 카사블랑카                 | 2 – 1                  | 에스페랑스 스포르티브 드 튀니스 | 도하, 타니 빈 자심 경기장                 | 20,500 |
| 2020 자세히        | 자말레크 SC                     | 3 – 1                  | 에스페랑스 스포르티브 드 튀니스 | 도하, 타니 빈 자심 경기장                 | 20,000 |
| 2021 (5월) 자세히  | 알아흘리                        | 2 – 0                  | RS 베르칸                       | 도하, 자심 빈 하마드 경기장               | 2,900  |
| 2021 (12월) 자세히 | 알아흘리                        | 1 – 1 (승부차기 6 – 5) | 라자 카사블랑카                 | 알라이얀, 아흐마드 빈 알리 스타디움       | 40,000 |
| 2022 자세히        | RS 베르칸                       | 2 – 0                  | 위다드 AC                       | 라바트, 물레이 압델라 경기장              |        |

## 통계

### 클럽별 우승 횟수
| 클럽                            | 우승 | 준우승 | 우승 연도                                                   | 준우승 연도            |
| ------------------------------- | ---- | ------ | ----------------------------------------------------------- | ---------------------- |
| 알아흘리                        | 8    | 2      | 2002, 2006, 2007, 2009, 2013, 2014, 2021 (5월), 2021 (12월) | 1994, 2015             |
| 자말레크 SC                     | 4    | 1      | 1994, 1997, 2003, 2020                                      | 2001                   |
| TP 마젬베                       | 3    | 2      | 2010, 2011, 2016                                            | 2017, 2018             |
| 에투알 스포르티브 뒤 사엘       | 2    | 3      | 1998, 2008                                                  | 2004, 2007, 2016       |
| 라자 카사블랑카                 | 2    | 2      | 2000, 2019                                                  | 1998, 2021 (12월)      |
| 에님바 인터내셔널 FC            | 2    | 0      | 2004, 2005                                                  | –                      |
| 에스페랑스 스포르티브 드 튀니스 | 1    | 4      | 1995                                                        | 1999, 2012, 2019, 2020 |
| 위다드 카사블랑카               | 1    | 3      | 2018                                                        | 1993, 2003, 2022       |
| 아프리카 스포르                 | 1    | 1      | 1993                                                        | 2000                   |
| 아크라 하츠 오브 오크 SC        | 1    | 1      | 2001                                                        | 2005                   |
| RS 베르칸                       | 1    | 1      | 2022                                                        | 2021 (5월)             |
| 올랜도 파이리츠 FC              | 1    | 0      | 1996                                                        | –                      |
| ASEC 미모사                     | 1    | 0      | 1999                                                        | –                      |
| 마그레브 페즈                   | 1    | 0      | 2012                                                        | –                      |
| ES 세티프                       | 1    | 0      | 2015                                                        | –                      |
| 마멜로디 선다운스 FC            | 1    | 0      | 2017                                                        | –                      |
| CS 스팍시앵                     | 0    | 3      | –                                                           | 2008, 2009, 2014       |
| DC 모테마 펨베                  | 0    | 1      | –                                                           | 1995                   |
| JS 카빌리                       | 0    | 1      | –                                                           | 1996                   |
| 아랍 컨트랙터스 SC              | 0    | 1      | –                                                           | 1997                   |
| 카이저 치프스 FC                | 0    | 1      | –                                                           | 2002                   |
| FAR 라바트                      | 0    | 1      | –                                                           | 2006                   |
| 스타드 말리엥                   | 0    | 1      | –                                                           | 2010                   |
| FUS 라바트                      | 0    | 1      | –                                                           | 2011                   |
| AC 레오파르                     | 0    | 1      | –                                                           | 2013                   |

### 국가별 우승 횟수
| 국가              | 우승 | 준우승 |
| ----------------- | ---- | ------ |
| 이집트            | 12   | 4      |
| 모로코            | 5    | 8      |
| 튀니지            | 3    | 10     |
| 콩고 민주 공화국  | 3    | 3      |
| 코트디부아르      | 2    | 1      |
| 남아프리카 공화국 | 2    | 1      |
| 나이지리아        | 2    | 0      |
| 알제리            | 1    | 1      |
| 가나              | 1    | 1      |
| 말리              | 0    | 1      |
| 콩고 공화국       | 0    | 1      |

### 대회별 우승 횟수
| 대회                | 우승 | 준우승 |
| ------------------- | ---- | ------ |
| CAF 챔피언스리그    | 25   | 6      |
| CAF 컨페더레이션컵  | 4    | 15     |
| 아프리칸 컵위너스컵 | 2    | 10     |

## 같이 보기
- 슈퍼컵
- CAF 챔피언스리그
- CAF 컨페더레이션컵